# Hadath
Hadath (arabisch الحدث, DMG al-Ḥadaṯ) ist eine Gemeinde im Distrikt Baabda des Gouvernements Libanonberg im Libanon. Es grenzt an die südliche Peripherie der libanesischen Hauptstadt Beirut und gilt als Teil der Metropolregion. 
Der Ort umfasst eine archäologische Stätte aus dem Neolithikum, etwa 7 Kilometer südsüdöstlich von Beirut, an der Straße nach Sidon.